# InterCityExperimental

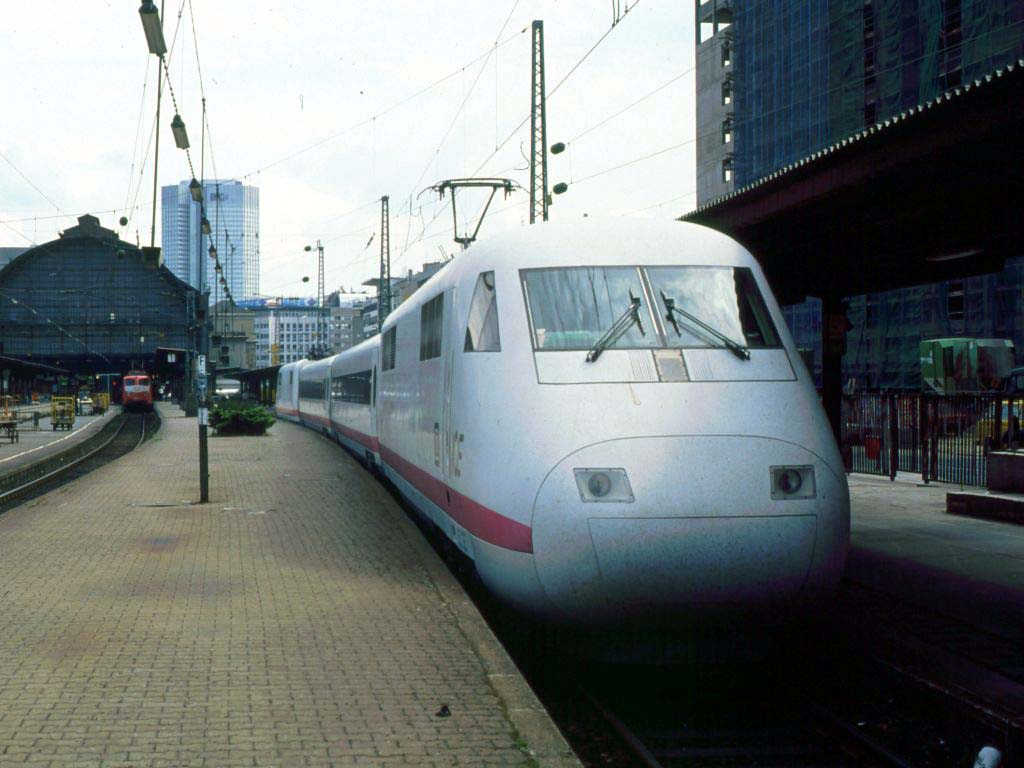
Tren experimental InterCity

El InterCityExperimental (también ICE/V – „V“ de "Intento" – en alemán: Versuch –, ICExperimental) fue una unidad de tren experimental de la Deutsche Bundesbahn para el desarrollo de trenes de alta velocidad en la Alemania Occidental. Se trata del antecedente del actual tren Intercity-Express de la Deutsche Bahn.